# حبیب‌الله کاسه‌ساز
حبیب‌الله کاسه‌ساز (زاده ٢٩ مرداد ۱۳۴۱، تهران – درگذشته ۲۸ تیر ۱۳۹۶، تهران) کارگردان، بازیگر و تهیه‌کننده اهل ایران بود.
وی در دهمین دوره انتخابات مجلس شورای اسلامی ثبت نام نمود و در ائتلاف جبهه مستقلین و اعتدالگرایان شرکت داشت و در لیست این ائتلاف قرار گرفت که آرای لازم برای ورود به مجلس را کسب نکرد.
وی سرانجام در ساعت هفت و سی دقیقه صبح روز ۲۸ تیر ۱۳۹۶ پس از ۵ ماه تحمل بیماری (سرطان معده) در بیمارستان بقیةالله تهران در ۵۵ سالگی درگذشت.
پیکر وی روز جمعه ۳۰ تیر ۱۳۹۶ پس از تشییع در قطعه هنرمندان بهشت زهرا دفن شد.

## تهیه‌کننده
| فیلم               | سال ساخت | توضیحات                                                                                   |
| ------------------ | -------- | ----------------------------------------------------------------------------------------- |
| مبارزان کوچک       | ۱۳۹۲     |                                                                                           |
| در چشم باد         | ۱۳۸۸     |                                                                                           |
| کارناوال مرگ       | ۱۳۸۷     |                                                                                           |
| اخراجی‌ها ۲         | ۱۳۸۷     |                                                                                           |
| نظام از راست       | ۱۳۸۷     |                                                                                           |
| ریسمان باز         | ۱۳۸۶     |                                                                                           |
| اخراجی‌ها           | ۱۳۸۵     |                                                                                           |
| پروانه‌ای در مه     | ۱۳۸۴     |                                                                                           |
| او                 | ۱۳۸۲     | بهترین تهیه‌کنندگی جشنواره فیلم فجر (بخش جنبی ـ سازمان میراث فرهنگی) ـ دوره بیست و دوم     |
| کنار رودخانه       | ۱۳۸۲     |                                                                                           |
| مزرعه پدری         | ۱۳۸۲     | جایزه ویژه بهترین فیلم جشنواره دفاع مقدس ـ دوره دهم                                       |
| نبات داغ           | ۱۳۸۱     |                                                                                           |
| پرنده باز کوچک     | ۱۳۸۰     | جایزه سینه‌کید بهترین فیلم جشنواره بین‌المللی فیلم سینه‌کید ـ دوره شانزدهم (هلند)            |
| زندانی ۷۰۷         | ۱۳۸۰     |                                                                                           |
| نوروز              | ۱۳۸۰     | اولین فیلم در مقام تهیه‌کننده بهترین فیلم جشنواره فیلم‌های کودکان و نوجوانان ـ دوره شانزدهم |
| شهید ادواردو آنیلی |          | کاسه ساز تهیه‌کننده این مستند است.                                                         |

## بازیگر
- آخرین مرحله (۱۳۷۴)
- هور در آتش (۱۳۷۰)
- پرواز در نهایت (۱۳۶۹)

## کارگردان
- کارناوال مرگ (۱۳۸۷)